# Christoph Strässer
Christoph Strässer (* 12 tháng 6 1949 tại Velbert) là một chính trị gia người Đức thuộc đảng SPD. Từ tháng 1 năm 2014, ông cũng là Đặc ủy Chính sách Nhân quyền và Hỗ trợ Nhân đạo Liên bang (Beauftragter der Bundesregierung für Menschenrechtspolitik und Humanitäre Hilfe).
Từ 2005-2014, ông là phát ngôn viên nhóm làm việc Nhân quyền và Hỗ trợ Nhân đạo (Menschenrechte und humanitäre Hilfe) của đảng SPD trong quốc hội Đức.

## Cuộc đời và nghề nghiệp
Sau khi lấy tú tài năm 1967 Strässer làm nghĩa vụ xã hội thay vì nghĩa vụ quân sự và tiếp theo từ 1969 học luật tại Ruhr-Universität Bochum và Universität Münster. Từ năm 1980 ông làm việc như là một luật sư tại Münster và từ 1993 tại một văn phòng luật sư thứ hai ở Wittenberg. Strässer chuyên về luật thuế má và hành chính.